# Polycyrtidea gracilis
Polycyrtidea gracilis là một loài tò vò trong họ Ichneumonidae.